# Nysson maculosus
Nysson maculosus är en stekelart som först beskrevs av Gmelin 1790.  Nysson maculosus ingår i släktet Nysson, och familjen Crabronidae. Enligt den finländska rödlistan är arten akut hotad i Finland. Arten är reproducerande i Sverige. Artens livsmiljö är torra gräsmarker.